# Dysjunkcyjny operator binarny
Dysjunkcyjny operator binarny – konstrukcja, która ułatwia rozumowania dotyczące składni wyrażeń logicznych. Jest to dowolne wyrażenie {\displaystyle p\circ q,} które jest spełnione dokładnie wtedy, gdy choć jedno z wyrażeń {\displaystyle p} i {\displaystyle q} jest w pewnym ustalonym stanie, niezależnie od stanu drugiego z nich. Zależnie od operatora może to oznaczać albo pozytywne albo negatywne wystąpienie.
Wyrażenie, którego głównym operatorem jest dysjunkcyjny operator binarny (pojedynczą negację uważa się za część wyrażenia) oznacza się {\displaystyle \beta ,} a podwyrażenia – z których przynajmniej jedno musi być spełnione – oznacza się {\displaystyle \beta _{1}} i {\displaystyle \beta _{2}.}
| {\displaystyle \beta }          | {\displaystyle \beta _{1}} | {\displaystyle \beta _{2}} |
| ------------------------------- | -------------------------- | -------------------------- |
| {\displaystyle p\lor q}         | {\displaystyle p}          | {\displaystyle q}          |
| {\displaystyle \neg (p\land q)} | {\displaystyle \neg p}     | {\displaystyle \neg q}     |
| {\displaystyle p\supset q}      | {\displaystyle \neg p}     | {\displaystyle q}          |
| {\displaystyle p\subset q}      | {\displaystyle p}          | {\displaystyle \neg q}     |